# APTV med Zillah & Totte
APTV med Zillah & Totte är en svensk talkshow, främst för barn. Första säsongen hade premiär 14 december 2008 och avslutades 15 februari 2009, en andra säsong hade premiär 3 januari 2010 och avslutades 7 mars 2010. Programmet spelas in i samma studio och använder samma yttre studiodekor som Bingolotto. Från säsong 4 fick programmet en egen studiodekor men använder samma skrivbord som de använde i Bingolotto.
Showen leds av Zillah & Totte som består av buktalerskan Cecilia Andrén och hennes schimpansdocka Totte. I programmet medverkar även gäster som de intervjuar.

## Avsnitt

### Säsong 1
| Nr | Medverkande                                | Sändningsdatum   | Tittarsiffror |
| -- | ------------------------------------------ | ---------------- | ------------- |
| 1  | Marko Lehtosalo.                           | 14 december 2008 | 74 000        |
| 2  | Agnes Carlsson och Tobias Blom.            | 21 december 2008 | 91 000        |
| 3  | Bert Karlsson och Sibel Redzep.            | 28 december 2008 | 82 000        |
| 4  | Anders Jacobsson och Sören Olsson.         | 4 januari 2009   | 109 000       |
| 5  | Ola Lindholm och Sebastian Krantz.         | 11 januari 2009  | 94 000        |
| 6  | Ellinor Jernsand och Klara Zimmergren.     | 18 januari 2009  | 129 000       |
| 7  | Charlotte Perrelli och Josefine Sundström. | 25 januari 2009  | 83 000        |
| 8  | Danny Saucedo.                             | 1 februari 2009  | 122 000       |
| 9  | Svenska High School Musical.               | 8 februari 2009  | 93 000        |
| 10 | Göran Gabrielsson och What's up.           | 15 februari 2009 | 104 000       |

### Säsong 2
| Nr | Medverkande                           | Sändningsdatum   | Tittarsiffror |
| -- | ------------------------------------- | ---------------- | ------------- |
| 1  | Alice Svensson och Charlie Caper.     | 3 januari 2010   | 59 000        |
| 2  | Annika Sjöö och Sarah Dawn Finer.     | 10 januari 2010  | 49 000        |
| 3  | Molly Sandén och Peter Magnusson.     | 17 januari 2010  | 56 000        |
| 4  | Hanna Hedlund och Måns Zelmerlöw.     | 24 januari 2010  | 76 000        |
| 5  | Jonathan Fagerlund och Ola Skinnarmo. | 31 januari 2010  | 74 000        |
| 6  | Jonas Wahlström och Vendela Palmgren. | 7 februari 2010  | 88 000        |
| 7  | Kevin Borg och Tone Bekkestad.        | 14 februari 2010 | 110 000       |
| 8  | Claudia Galli och Rigo Rodriguez.     | 21 februari 2010 | 121 000       |
| 9  | Mustafa Mohamed och Sandra Dahlberg.  | 28 februari 2010 | 80 000        |
| 10 | Adam Tensta och Anders Johansson.     | 7 mars 2010      | 47 000        |

### Säsong 3
| Nr | Medverkande                           | Sändningsdatum | Tittarsiffror | Reprisdatum |
| -- | ------------------------------------- | -------------- | ------------- | ----------- |
| 1  | Christer Björkman och Hilda Stenmalm. | 20 mars 2011   | 58 000        | 7 juli 2012 |
| 2  | Kitty Jutbring och Kim Fransson.      | 27 mars 2011   | 26 000        |             |
| 3  | Babsan och Magnus Carlsson.           | 3 april 2011   | 46 000        |             |
| 4  | Nanne Grönvall.                       | 10 april 2011  | 61 000        |             |
| 5  | Kosovare Asllani och Petra Marklund.  | 17 april 2011  | 33 000        |             |
| 6  | Ola Svensson och Willy Björkman.      | 24 april 2011  | 28 000        |             |
| 7  | Amy Diamond och Nour El Refai.        | 1 maj 2011     | 47 000        |             |
| 8  | Bröderna Rongedal.                    | 8 maj 2011     | 25 000        |             |
| 9  | Anna Skipper och Anders Fernette.     | 15 maj 2011    | 54 000        |             |
| 10 | Dogge Doggelito och Swingfly.         | 22 maj 2011    | 50 000        |             |

### Säsong 4
| Nr | Medverkande                                    | Sändningsdatum   | Tittarsiffror |
| -- | ---------------------------------------------- | ---------------- | ------------- |
| 1  | Kim Sulocki och Molly Sandén.                  | 12 februari 2012 | 30 000        |
| 2  | Rickard Olsson och Sara Varga.                 | 19 februari 2012 | 45 000        |
| 3  | Sean Banan och Fadde Darwich.                  | 26 februari 2012 | 100 000       |
| 4  | Cecilia Forss, Olle Wallner och Ulrik Munther. | 4 mars 2012      | 31 000        |
| 5  | Cazzi Opeia och Roddy Benjaminsson.            | 11 mars 2012     | 36 000        |
| 6  | Robin Stjernberg och Molly Pettersson Hammar.  | 18 mars 2012     | 57 000        |
| 7  | Markoolio.                                     | 25 mars 2012     | 25 000        |
| 8  | Lulu Carter.                                   | 1 april 2012     | 64 000        |
| 9  | Micke Askernäs och Youngblood.                 | 15 april 2012    | 53 000        |
| 10 | Alexandra Zazzi och Andres Esteche.            | 22 april 2012    | 31 000        |